# Chris de Burgh
Chris de Burgh, rodným jménem Christopher John Davison (* 15. října 1948 Venado Tuerto) je britsko-irský zpěvák populární hudby narozený v Argentině. Celosvětové slávy dosáhl především hitem „The Lady in Red“ z roku 1986. Vydal přes 45 milionů desek.

## Život
Narodil se v rodině britského diplomata na jeho misi v Argentině. Jeho matka byla irského původu a její dívčí jméno de Burgh později přijal jako své umělecké jméno. Vyrůstal v Irsku, kde také vystudoval francouzštinu, angličtinu a historii na univerzitě v Dublinu (na Trinity College). Díky otcovým diplomatickým a obchodním aktivitám žil v mládí také na Maltě, v Zairu či Nigérii. Jeho dědeček z matčiny strany, Eric de Burgh, byl během druhé světové války náčelníkem generálního štábu v Indii (řada Chrisových písní je mimochodem věnována tematice první i druhé světové války).
Jeho otec v Irsku koupil starý zchátralý hrad, který přestavěl na hotel. Chris začínal svou hudební kariéru tím, že v tomto hotelu zpíval pro hosty. První smlouvu s hudebním vydavatelstvím podepsal roku 1974. Hrál pak jako předskokan skupiny Supertramp. Toho roku vydal také své první, lehce folkové album Far Beyond These Castle Walls. Velmi rychle se ukázalo, že zatímco americký a britský trh vůči Chrisovi zůstává chladný, zaznamenává velmi dobré prodeje v kontinentální Evropě a v Jižní Americe, zvláště v Brazílii. To bylo typickým po celou jeho kariéru. Tento vzorec narušil až hit „The Lady in Red“, který dobyl trůn britské singlové hitparády a ve Spojených státech amerických dosáhl třetího místa. Album „Into the Light“, na které byl hit zařazen, pak dosáhlo ve Spojeném království na druhé místo prodejního albového žebříčku.
Od roku 1977 je ženatý a jeho manželka Diana mu porodila dva syny, Hubieho a Michaela, a dceru Rosannu. Ta se stala vítězkou soutěže Miss World 2003, kde reprezentovala Irsko. Píseň „For Rosanna“ na otcově přelomovém albu „Into the Light“ je věnována jí (tehdy jí ovšem byly dva roky).

## Diskografie
- Far Beyond These Castle Walls (1974)
- Spanish Train and Other Stories (1975)
- At the End of a Perfect Day (1977)
- Crusader (1979)
- Eastern Wind (1980)
- The Getaway (1982)
- Man on the Line (1984)
- Into the Light (1986)
- Flying Colours (1988)
- Power of Ten (1992)
- This Way Up (1994)
- Beautiful Dreams (1995)
- Quiet Revolution (1999)
- Timing Is Everything (2002)
- The Road to Freedom (2004)
- The Storyman (2006)
- Footsteps (2008)
- Moonfleet & Other Stories (2010)
- Footsteps 2 (2011)
- Home (2012)
- The Hands of Man (2014)
- A Better World (2016)